# Đại học Trung Sơn Moskva

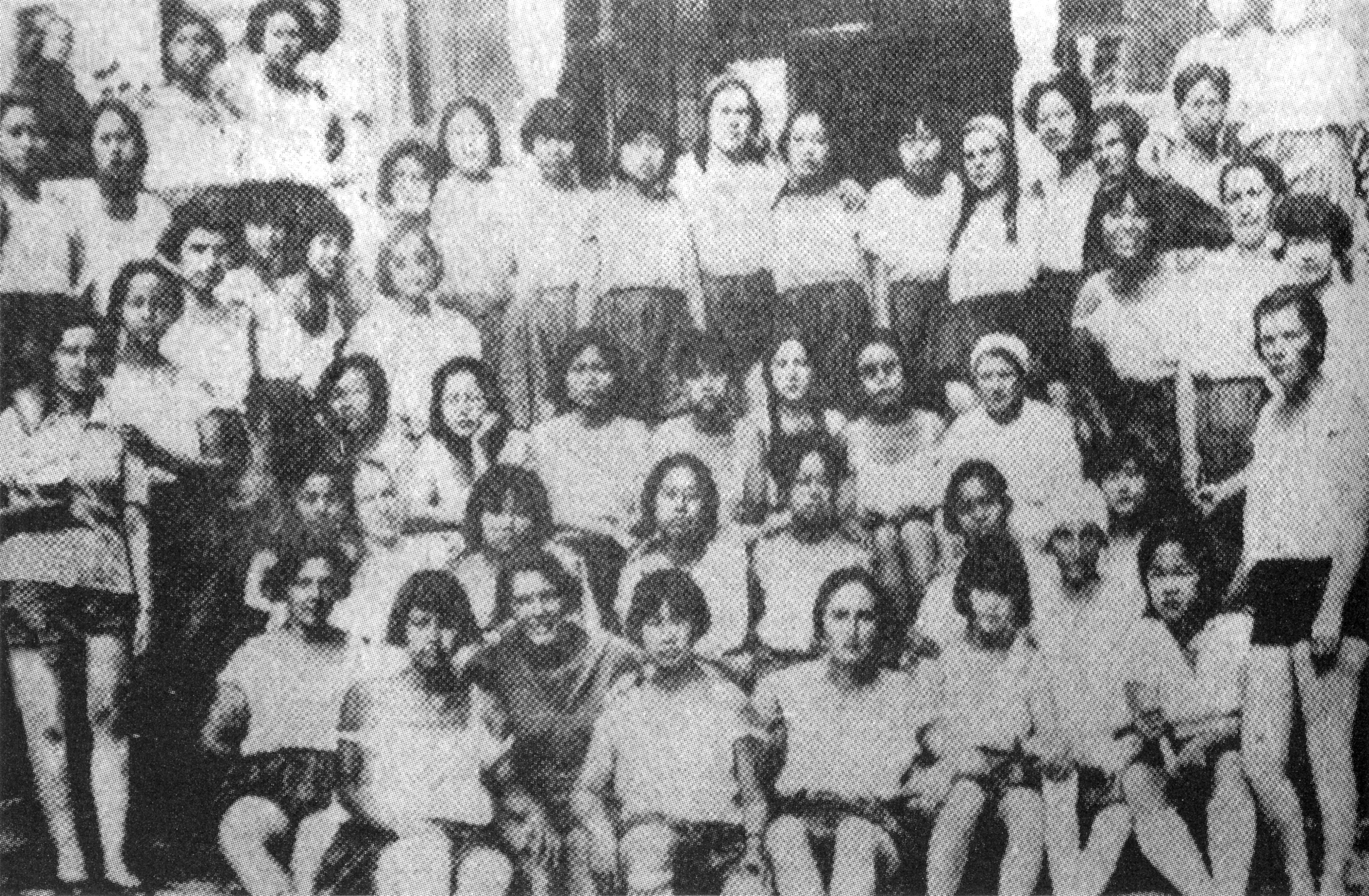
Giảng viên và sinh viên của trường năm 1926

Đại học Tôn Trung Sơn Moskva (tiếng Trung giản thể: 莫斯科中山大学, tiếng Trung phồn thể:莫斯科中山大学) (tiếng Nga: Коммунистический университет трудящихся Китая имени Сунь Ятсена) là một trường do Quốc tế Cộng sản tổ chức. Đây là nơi đào tạo các nhà cách mạng cho cả Quốc dân đảng lẫn Đảng Cộng sản Trung Quốc. Trường hoạt động từ năm 1925-1930.
Đại học Tôn Trung Sơn Moskva tọa lạc tại số 16 đường Volkhonka, chính thức bắt đầu khai giảng vào ngày 7 tháng 11 năm 1925, nhân kỷ niệm lần thứ tám của Cách mạng Tháng Mười. Đại học có khoảng 100 sinh viên Trung Quốc theo học. Trường được đặt tên Tôn Trung Sơn để vinh danh những đóng góp của ông cho cách mạng Trung Quốc.
Mikhail Borodin, đại diện Quốc tế Cộng sản tại Trung Quốc, chỉ đạo tuyển sinh khóa đầu tiên. Những sinh viên ưu tú được lựa chọn từ các thành viên của cả Đảng Cộng sản lẫn Quốc dân đảng. Nhiệm vụ của trường là giáo dục sinh viên chủ nghĩa Mác - Lênin, đào tạo công tác phong trào quần chúng, lý thuyết và thực hành quân sự. Các hiệu trưởng của trường là: Karl Radek (1925 -1927), Mi Fu (1927 -1930).
Ngoài các khóa học, trường thường xuyên tổ chức thuyết trình về các phong trào cộng sản quốc tế và cách mạng Trung Quốc bởi các thành viên nổi bật của Quốc tế Cộng sản như I. V. Stalin, Leon Trotsky, Trương Quốc Đào và Hướng Trung Phát...Mặc dù các khóa học, nghiên cứu chỉ kéo dài trong vài năm nhưng trường đã có ảnh hưởng lớn đến những người được đào tạo. Nhiều người trong số họ đã trở thành các nhà lãnh đạo Trung Quốc như Vương Minh, Bác Cổ, Trương Văn Thiên, Vương Gia Tường, Dương Thượng Côn, Đặng Tiểu Bình và đặc biệt là Tưởng Kinh Quốc, tổng thống tương lai của Đài Loan.
Tháng 7-1927, khi liên minh Quốc - Cộng tan vỡ. Tưởng Giới Thạch thanh trừng phe Cộng sản, các sinh viên Quốc Dân Đảng đã được gửi trở lại Trung Quốc và trường đóng cửa vào mùa hè năm 1930. Đại học Tôn Trung Sơn Moskva đã đóng một vai trò quan trọng lịch sử hiện đại của Trung Quốc.